# Lygodactylus grandisonae
Lygodactylus grandisonae este o specie de șopârle din genul Lygodactylus, familia Gekkonidae, descrisă de Georges Pasteur în anul 1962. Conform Catalogue of Life specia Lygodactylus grandisonae nu are subspecii cunoscute.